# Ernest Chantre
Ernest Chantre, född 1843 i Lyon, död 1924, var en fransk arkeolog och geolog.
Chantre anställdes 1871 vid naturhistoriska museet i Lyon, där han var intendent och professor i antropologi fram till 1908. Han genomförde på uppdrag av franska staten arkeologiska undersökningar i bland annat Grekland, Turkiet, Kaukasus, Mindre Asien och Österrike samt genomforskade Rhônebäckenet samt Dauphinés och Savojens alptrakter. Han deltog verksamt i de arkeolog- och orientalistkongresserna samt utsågs vid flera av dessa till sekreterare.